# Archachatina knorri
Archachatina knorri é uma espécie de gastrópode  da família Achatinidae.
É endémica de Libéria.